# Суклати-Поати, Альфонс
Альфонс Суклати-Поати (фр. Alphonse Poaty-Souchlaty; 25 марта 1941, Куилу, Французская Экваториальная Африка — 24 октября 2024, Париж) — конголезский политический и государственный деятель, премьер-министр Республики Конго (7 августа 1989 — 3 декабря 1990), прозаик, эссеист.

## Биография
Политик левого толка. Член Конголезской партии труда.
С 1976 по 1983 год занимал пост министра финансов Республики Конго. С 1986 по июль 1989 года — министр торговли и развития малых и средних предприятий.
С 7 августа 1989 по 3 декабря 1990 года при президенте Дени Сассу-Нгессо возглавлял правительство Республики Конго.
После своей отставки с поста премьер-министра, вышел из партии и создал политическую партию «Республиканский союз за прогресс» (Union républicaine pour le progrès, URP). На парламентских выборах 1992 года его партия получил лишь три места. На президентских выборах Республики Конго в августе 1992 года А. Суклати-Поати, будучи кандидатом в президенты, занял 12-е место с 0,30 % голосов.
В 1992 году стал членом Панафриканского союза за социал-демократию (Union panafricaine pour la démocratie sociale, UPADS). В декабре 2006 года избран вице-президентом партии.
Умер 24 октября 2024 года в возрасте 83 лет в парижской больнице во Франции в результате болезни.

## Избранные произведения
- Le Mayombe des profondeurs, роман, 2000.
- L’Amour de l’Ange, роман, 2001.
- Le Testament de l’oncle Tibou, роман, 2001.
- Les Clés du paradis, роман, 2001.
- L’Anti-Machiavel : essai sur une alternance politique sans violence, эссе, 2003.